# پایگاه هوایی نیول سنگلی پوینت
پایگاه هوایی نیول سنگلی پوینت (به انگلیسی: Naval Station Sangley Point) یک فرودگاه نظامی است . این فرودگاه در کشور فیلیپین قرار دارد .